# Бернхард I (Анхалт-Бернбург)
Бернхард I фон Анхалт (на немски: Bernhard I, Fürst von Anhalt-Bernburg; * 1218; † 1287) от род Аскани е първият княз на Анхалт-Бернбург от 1252 до 1287 г.
Той е вторият син на княз Хайнрих I от Анхалт (1170 – 1252) и съпругата му Ирмгард (1196 – 1244), дъщеря на ландграф Херман I (1155 – 1217) от Тюрингия.
След смъртта на баща му през 1252 г. Бернхард получава княжество Анхалт-Бернбург. Брат му Хайнрих II става княз на Анхалт-Ашерслебен, а Зигфрид I (1230 – 1298) получава Анхалт-Цербст.

## Семейство
Бернхард се жени на 3 февруари 1258 г. в Хамбург за принцеса София Датска (1240 – 1284), дъщеря на Абел, крал на Дания († 1252) и Мехтилд фон Холщайн († 1288). Те имат шест деца:
- Йохан I († 5 юни 1291), княз на Анхалт-Бернбург
- Албрехт I фон Анхалт († 14 септември 1324), епископ на Халберщат (1304 – 1324)
- Бернхард II († сл. 26 декември 1323), княз на Анхалт-Бернбург
- Хайнрих († сл. 14 март 1324), приор на доминиканците в Халберщат
- Рудолф (I) († 27 октомври 1286 / 11 юли 1299?)
- София († сл. 20 май 1322), преди 28 февруари 1282 г. омъжена за граф Дитрих II фон Хонщайн-Клетенберг († 1309).